# 盖尔斯巴赫
盖尔斯巴赫（德語：Gehlsbach）是德国梅克伦堡-前波美拉尼亚州的一个市镇，隶属于路德维希斯卢斯特-帕尔希姆县。总面积为33.12平方千米，截至2020年总人口为510人。